# Джалаириды
Джалаириды (перс. جلایریان‎) — тюркизованная монгольская династия султанов (1340—1410), создавшая своё государство в Передней Азии после распада Ильханата в 1335 году. Джалаириды происходили из монгольского племени джалаир. Государство Джалаиридов охватывало территорию западной Персии и Восточной Месопотамии. Крупными городами Джалаиридского государства были Хамадан, Багдад, Куфа, Тебриз и Басра.
Их власть продержалась около пятидесяти лет, пока не была прервана завоеваниями Тимура и восстаниями туркоман Кара-Коюнлу. После смерти Тимура в 1405 году Джалаириды ненадолго восстановили султанат в Южном Ираке и Хузистане, но были окончательно уничтожены Кара-Коюнлу в 1432 году.
Джалаириды были тюркизированы и говорили по-тюркски. Им приписывают усиление тюркского присутствия в арабоязычном Ираке настолько, что тюркский язык стал вторым по распространенности языком после арабского. Джалаириды также были привержены персидской культуре. Их эпоха знаменует собой важный период в эволюции персидского искусства, когда в нём развились важные аспекты, ставшие основой более поздних художественных тенденций.

## История

### Ранняя история

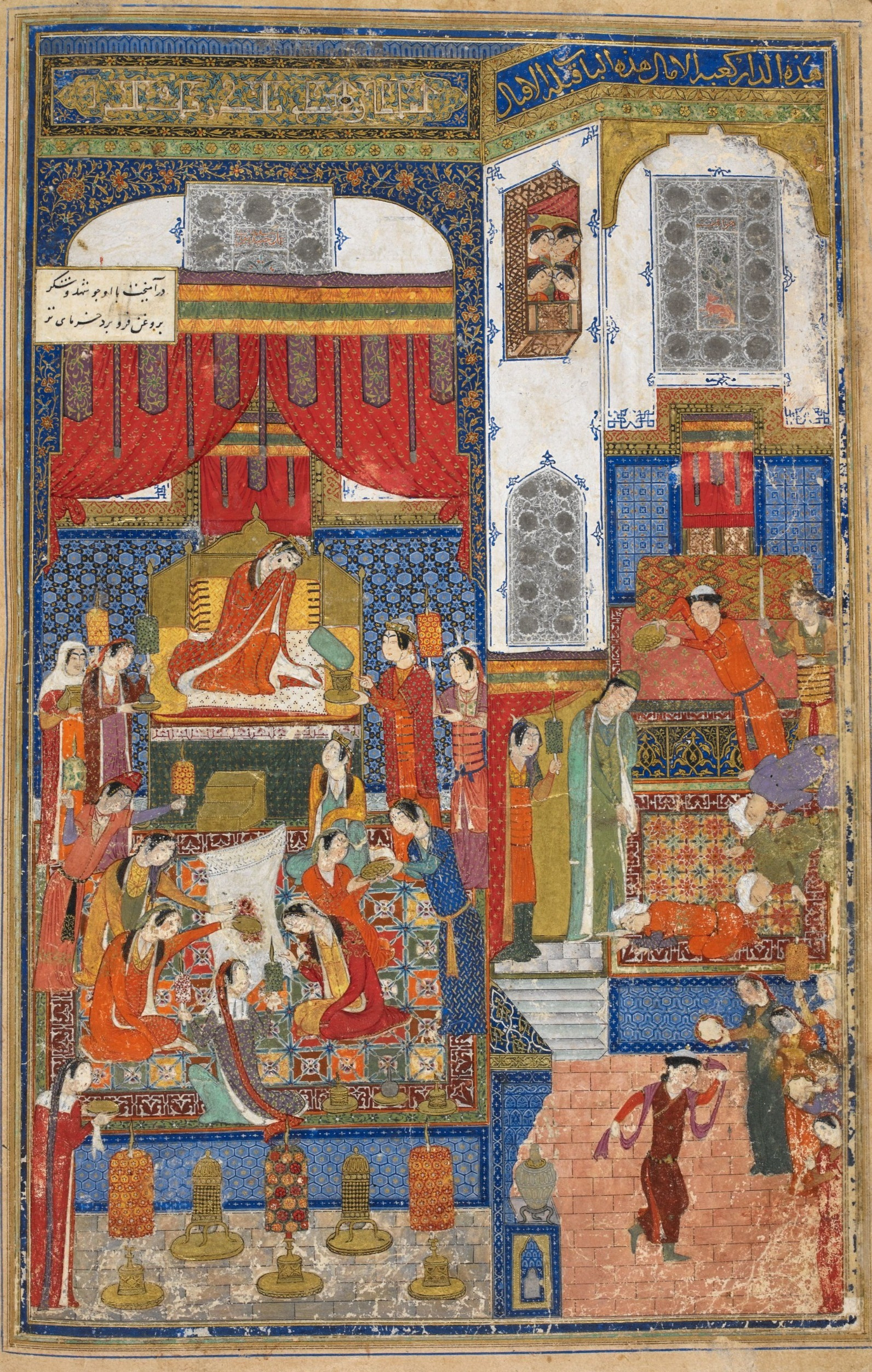
Диван Хаджу Кермани, иллюстрации Джунейда датированные 1396 годом, Багдад. Это «наиболее точно датированная иллюстрированная и высококачественная рукопись Джалаиридов».

Основателем династии был представитель племени джалаир монгольский военачальник (нойон) Илга, известный как Кеке (Кука, «Синий») Ильге, служивший ильхану Хулагу (1261—1265).
Ильге-ноян владел пастбищами вдоль реки Онон в Монголии. Согласно «Джами ат-таварих», написанному Рашид-ад-Дином Хамадани, Ильге, сопровождавший Хулагу в его великом походе в Переднюю Азию в 1250-х годах, был среди полководцев, осадивших крепости ассасинов в Кохестане в 1256 году. Кроме того, Ильге присоединился к экспедиции на Багдад, и ему было поручено надзирать за восстановлением города после его осады в 1258 году. Ильге-ноян служил Хулагу вплоть до смерти ильхана в 1265 году. Когда Абака-хан взошёл на трон в 1265 году и был назначен старшим эмиром, Ильге руководил ордосом («ханской ставкой»). Ильге был одним из главных военачальников в конфликтах с мамлюками, Джучидами и другими противниками Ильханата.
Ильге-ноян был родоначальником линии военных деятелей. Его сыновья Акбука и Тугу также состояли на службе у Абага-хана. В правление Гайхату-хана (1291—1295) Акбука был назначен мире-миран (главнокомандующим). Он также был покровителем (мурабби) Садр ад-Дина Занджани, великого визиря Гайхату. В 1295 Гайхату-хан был свержен в результате дворцового переворота, и Акбука был убит сторонниками нового ильхана Байду-хана.
Акбука был женат на сестре Казан-хана Ульятай Султан, но после его смерти его сын Хусейн женился на жене отца и принял титул гурган (гререген), то есть ханского зятя. Хусейн сначала служил ильхану Олджейту, а затем Абу Саиду. В 1313 году Хусейн был назначен правителем Аррана, участвовал в походе на Гилян в 1317 году и умер в Хорасане в 1322 году. После его смерти главой семьи стал его сын шейх Хасан («Хасан Бузург», «Хасан Великий»). Он был одновременно двоюродным братом Абу Саида и племянником эмира Чобана.
В 1335 году, после смерти Абу Саида, начался процесс распада Государства Хулагуидов. Воспользовавшийся слабостью государства, Хасан начал править от имени подставных ханов-Хулагуидов, а затем провозгласил себя султаном, утвердившись в Ираке Арабском (1340). После победы над своими соперниками Хасан Бузург укрепил свои связи с Мухаммад-ханом (Пир Хусейн), который в то время правил Анатолией. Затем он отправился в Тебриз, где посадил Мухаммеда на трон и женился на внучке Чобана и вдове Абу Саида, Дильшад Хатун. Шейх Хасан носил титул беглербека, также известный как амир аль-умара. На короткое время, в 1337–1338 годах, власть Хасана Бузурга была признана во всех частях Ильханата, за исключением Хорасана, но после поражения от Чобанида Хасан-и Кучака («Хасан Маленький») и его брата Малека Ашрафа в 1338–1339 годах, он был вынужден покинуть Азербайджан. Его власть сохранялась только в Ираке.
Хасан Бузург умер в июле 1356 года и был похоронен в Эн-Наджафе. Ему наследовал его сын, шейх Увайс Джалайир. Его преемник Шейх Увейс I в 1357 году одержал победу над Чобанидом Ахичуком, после чего весь Азербайджан перешёл под власть Джалаиридов. В 1364 году Увайс покорил также Мосул, а в 1368 году совершил завоевание Ширвана.

### Период шейха Увайса

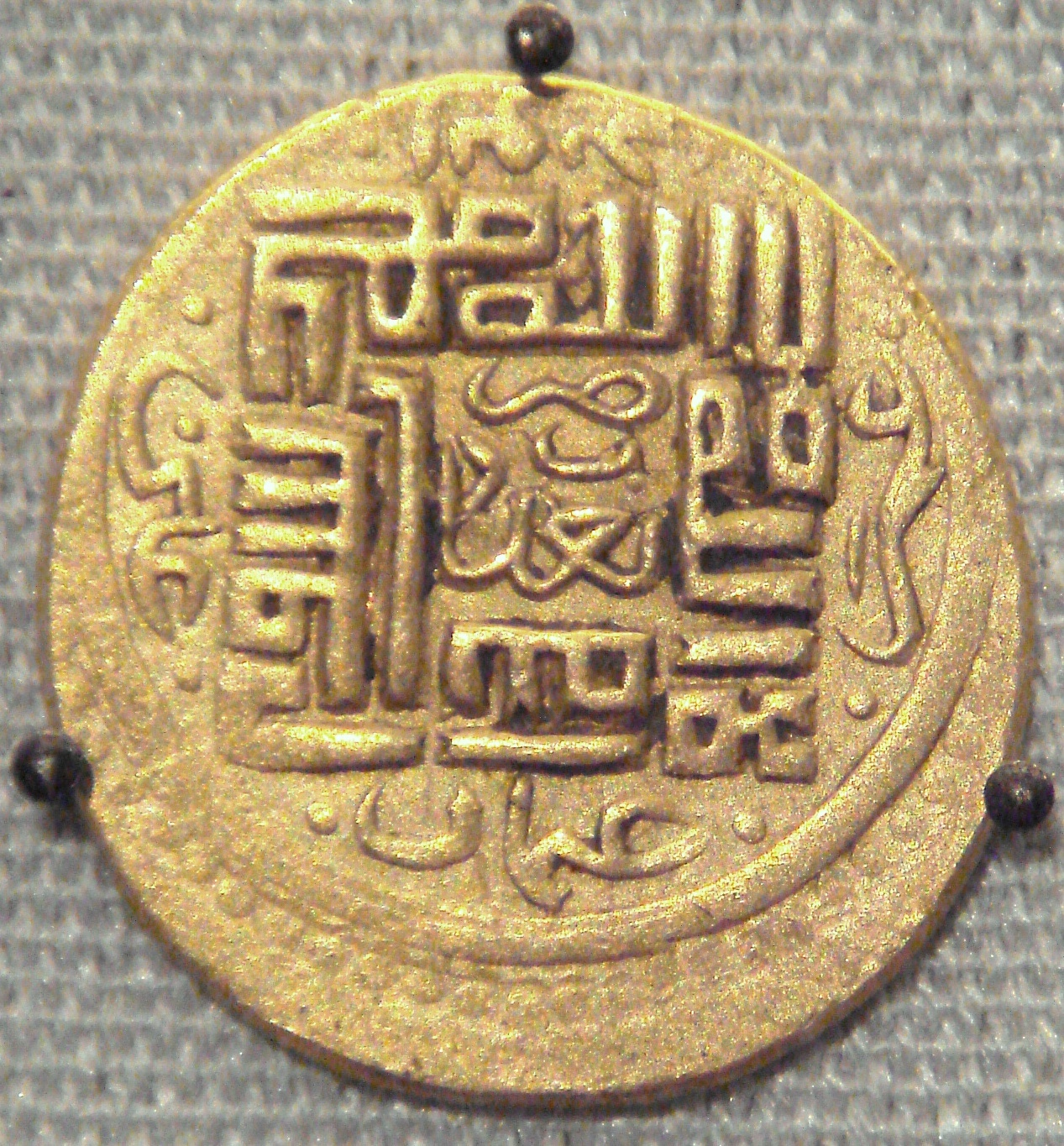
Монеты джалаиридской чеканки с арабской надписью имени четырёх праведных халифов, Багдад, 1382–1387 гг.

По словам историка Патрика Винга, в то время как султаны династии Джалаиридов стремились сохранить социальный и политический порядок Ильханата, они претендовали на то, чтобы быть законными наследниками этого порядка. В основе притязаний Джалаиридов на наследие Ильханидов лежала их попытка установить контроль над Азербайджаном, главным центром бывшего Ильханата. Эта провинция имела символическую и материальную ценность и стала центром политических амбиций Джалаиридов.
Вскоре после того, как шейх Увайс Джалаир стал преемником своего отца, старые враги Джалаиридов, Чобаниды, были разгромлены войсками Золотой Орды под предводительством Джанибека в 1357 году. Малек Ашраф был казнён, а Азербайджан опустошён татарами.
Джанибек вскоре вернулся на родину и умер, а затем и его сын Бердибек, оставленный правителем Азербайджана, покинул регион, чтобы получить трон Золотой Орды. Азербайджан стал главной мишенью своих соседей. Шейх Увайс Джалаир, который сначала признал сюзеренитет Золотой Орды, решил прибрать к рукам бывшие земли Чобанидов, в то время как бывший эмир Малека Ашрафа по имени Ахичук пытался удержать регион в своих руках. Еще одной стороной были Музаффариды, на короткое время захватившие Азербайджан. Однако, в конце концов, Увайс завоевал этот регион в 1360 году. Владея, наряду с Багдадом, таким крупным городом, как Тебриз, он повысил свой престиж.

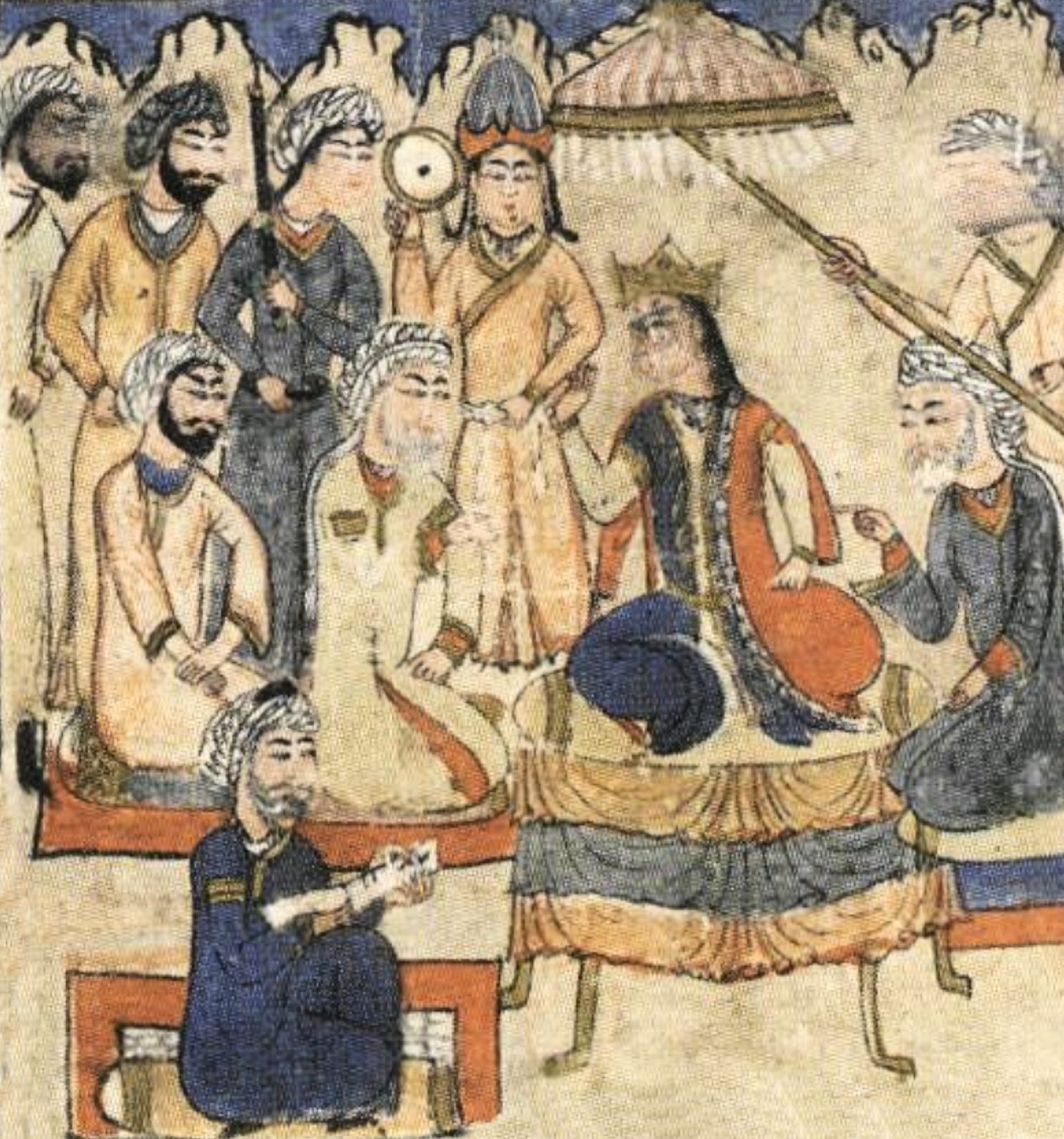
Изображение шейха Увайса (1356–1374 гг.) при его дворе из Фархаднамы (1369–1372 гг.)

В 1364 году шейх Увейс I выступил против ширванского шаха Кай-Кауса, но восстание, начатое губернатором Багдада Ходжой Мирджаном, вынудило его вернуться, чтобы восстановить порядок. В 1366 году шейх Увайс Джалайир выступил против Кара-Коюнлу, разгромив их предводителя Байрама Ходжу в битве при Муше. Позже он нанёс поражение ширваншаху, который за это время дважды нападал на Тебриз. Согласно Зейн ад-Дину Казвини и Хафизу Абру, Каус с готовностью завоевал весь Ширван и Дарбанд для шейха Увайса и оставался его верным слугой до конца своих дней. После смерти Кауса шейх Увайс утвердил своего сына Хушанга преемником ширваншахов.
Из-за своих походов шейх Увайс провёл много времени в Иране и умер в Тебризе в 1374 году. При его жизни государство Джалаиридов достигло пика своего могущества. В дополнение к своим военным успехам, которые были значительными, он был известен своими попытками возродить торговлю в регионе, которая сильно пострадала в последние годы, а также своим покровительством искусству. Его летописец Абу Бакр аль-Кутби аль-Ахри описал деяния шейха Увайса Джалайра в "Тарих-и шейх Увайс". Шейху Увайс назначил наследником своего старшего сына Хасана Джалаира. Однако, как только Увайс умер, эмиры убили Хасана и привели к власти Хусейна. После его[кого?] смерти власть династии начала резко ослабевать.

### Упадок и падение
В 1376 году шейх Хусейн Джалаирид поселился в Тебризе. Весной следующего года он предпринял успешный военный поход против племён Кара-Коюнлу, которые возглавлял Байрама Ходжи и чьи отряды совершали грабительские набеги с запада. Однако, это не помогло Хусейну удержать власть, поскольку он нажил себе много врагов как внешних, так и внутренних. Его брат Ахмед Джалаирид воспользовался этим и, убив Хусейна, захватил власть. Другие братья Ахмеда, шейх Али и Баязид, сразу выступили против него. Чтобы упрочить своё положение, Ахмед обратился за помощью к племенам туркоман Кара-Коюнлу, которые отправили ему в помощь свои войска. Это перетянуло чашу весов в пользу Ахмеда и в разгоревшейся позже битве войска Кара-Коюнлу разгромили войска братьев Ахмеда, убив шейха Али.

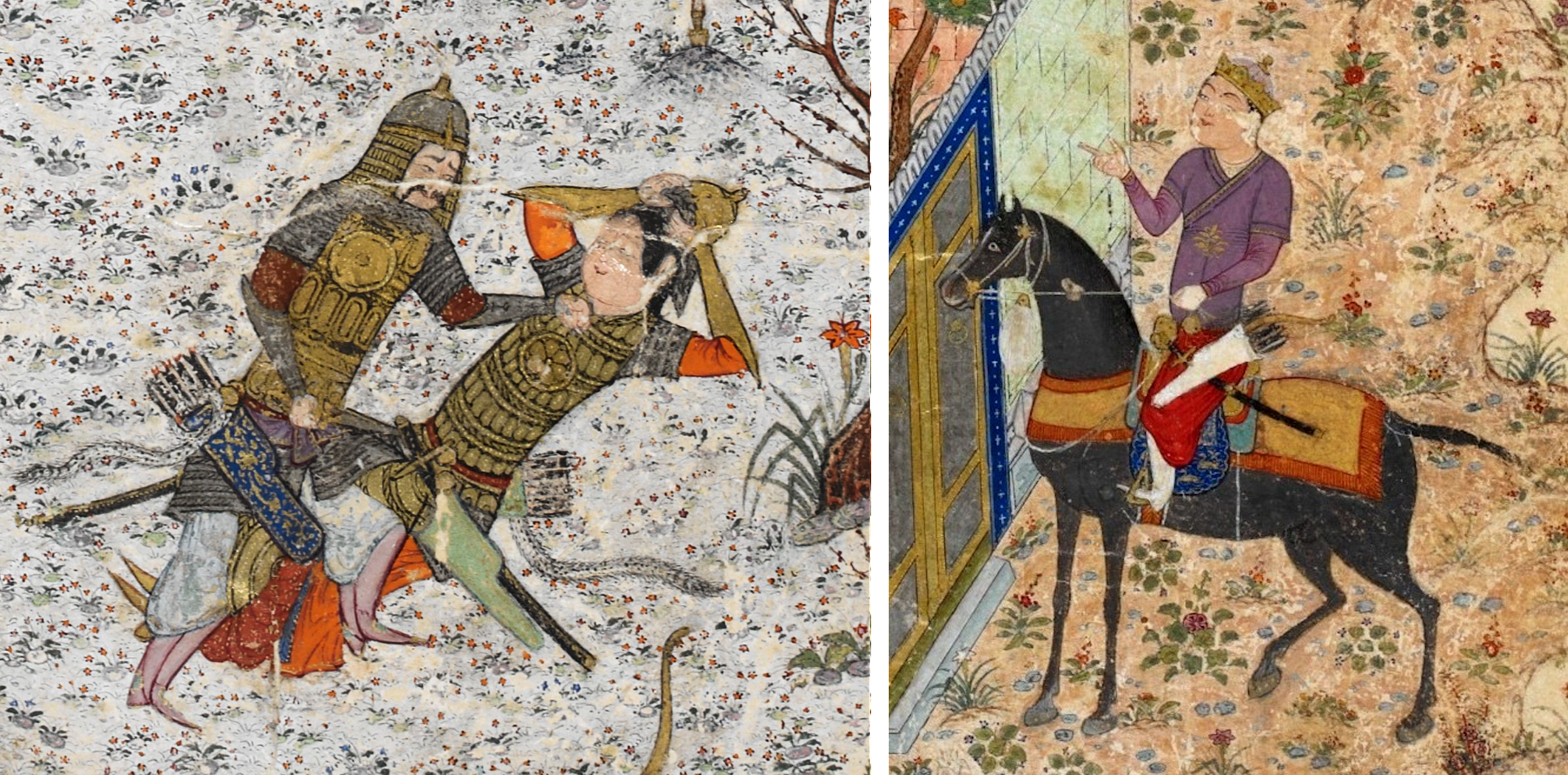
Диван Хаджу Кермани, иллюстрации Джунейда (подробно), 1396 год, Багдад.

Весной 1384 года чагатайский эмир Тамерлан напал на Джалаиридов. Хотя султан Ахмед не был взят в плен, его подчинённые в Солтании не смогли отстоять город, и Тамерлан взял его с минимальным сопротивлением.

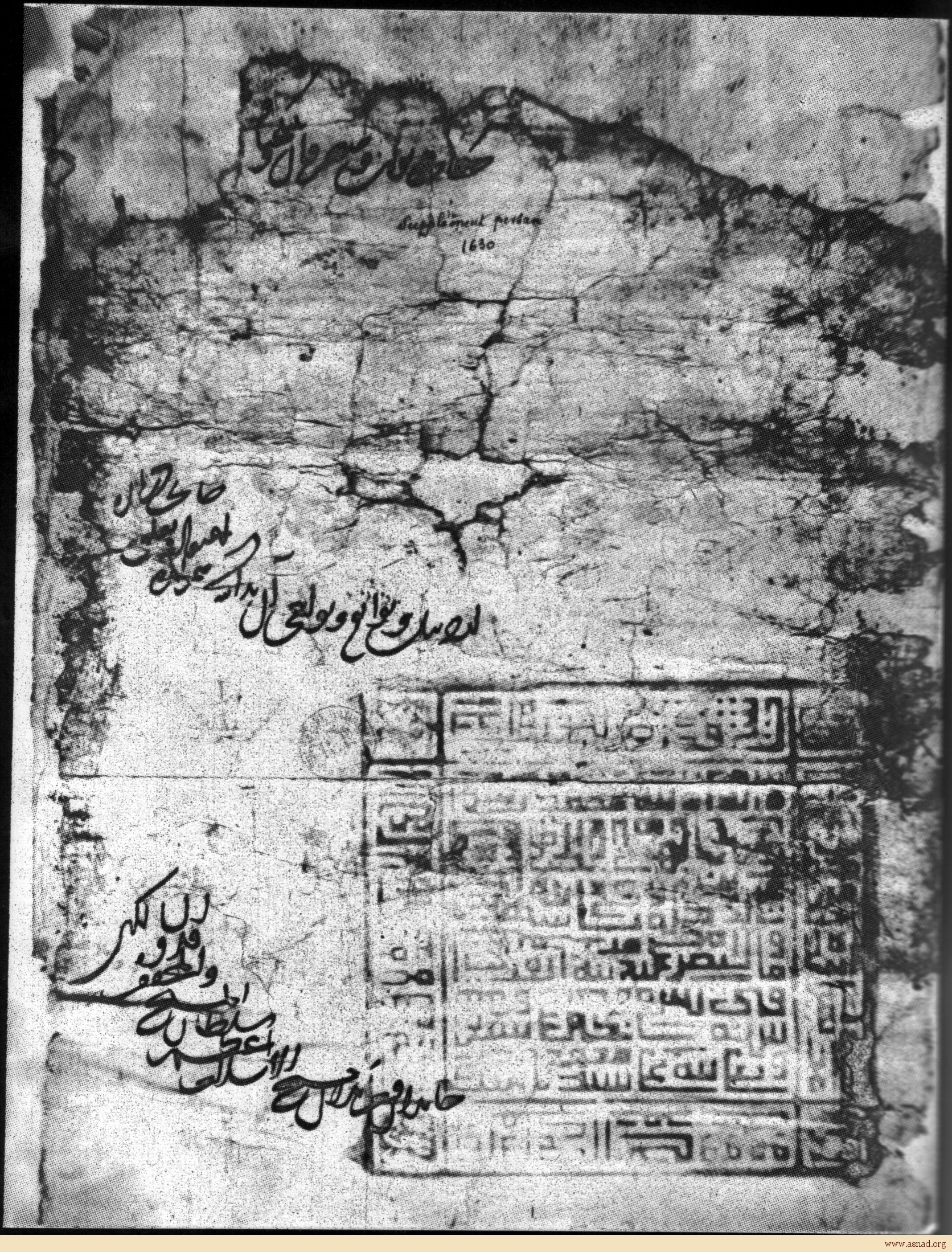
Фирман приписываемый султану Ахмаду.

В отсутствие Тамерлана султану Ахмеду пришлось столкнуться с вторжением хана Золотой Орды Тохтамыша в 1385 году.
После завершения своего индийского похода Тамерлан смог вернуться к завоеванию Азербайджана в 1396 году. Вождь конфедерации племён Кара-Коюнлу Кара Юсуф не смог сдержать его натиск и был вынужден отступить в Мосул, но затем он спешно бежал к османам в 1400 году.
Приглашение султаном Баязидом в гости Кара Юсуфа стало одним из поводов для Тамерлана начать войну против османов. Кара Юсуф был вынужден снова бежать, на этот раз через пустыню в Дамаск. Там его радушно принял шейх Махмуд, наиб Дамаска. Вскоре после этого султан Джалаиридов Ахмед также прибыл в Дамаск. Не желая ухудшать отношения с Тамерланом, мамлюкский султан Ан-Насир Фарадж согласился захватить в плен Кара Юсифа и султана Ахмеда и передать их Тамерлану. Султан Ахмед и Кара Юсуф были заключены в тюрьму по приказу Насира Фараджа. Находясь вместе в тюрьме, два лидера возобновили свою дружбу, договорившись о том, что султан Ахмед сохранит Багдад, а Кара Юсуф получит Азербайджан. Ахмед также усыновил Пирбудага, сына Кара Юсуфа. Когда Тамерлан умер в 1405 году, Ан-Насир Фарадж освободил их обоих. Однако, согласно Фаруку Сумеру, они были освобождены по приказу мятежного вали Дамаска – шейха Махмуда.
После смерти Тамерлана Ахмед выступил против его сына, Миран-шаха, в союзе с Кара Юсуфом. Кара Юсуф вынудил правителя Вана Иззаддина Шира подчиниться, захватив в плен Алтамыша, другого наместника, назначенного Тамерланом, и отправив того к мамлюкскому султану Баркуку. Позже он двинулся дальше, на территорию Азербайджана. Он нанёс поражение тимуриду Абу Бакру в битве при Нахичевани 14 октября 1406 года и вновь занял Тебриз. Абу Бакр и его отец Миран-шах попытались вернуть Азербайджан, но 20 апреля 1408 года Кара Юсуф нанёс им сокрушительное поражение в битве при Сардруде, в которой Миран-шах был убит. Осенью 1409 года Кара Юсуф вступил в Тебриз и отправил разведывательный рейд в Ширван, особенно в Шеки, который правда оказался безрезультатным. Отношения бывших союзников к этому моменту сильно испортились.
Ахмед, воспользовавшись тем, что глава государства Ак Коюнлу Осман Кара Юлук начал поход из Восточной Анатолии на Эрзинджан, также выступил, но против своего бывшего союзника Кара-Коюнлу, в результате последовавшего за тем сражения в 1410 году, битва при Шанби-Газане, он потерпел полное поражение и был казнён вместе с сыновьями, а Кара Юсуф стал правителем части Месопотамии, всей Армении и сопредельных территорий, объединённых в новое государство Кара-Коюнлу, образованное в том же 1410 году со столицей в Тебризе. Племянник Ахмеда, шах Валад Джалаирид, смог ненадолго удержать Багдад, но год спустя город захватили войска Кара-Коюнлу.
Джалаириды в конечном итоге были оттеснены на юг, в нижний Ирак, где они правили городами Эль-Хилла, Васит и Басра, пока не были окончательно побеждены армиями Кара-Коюнлу в 1431 году, что положило конец их династии и государству.
При Джалаиридах Ирак был массово заселён тюрками, и тюркский язык стал вторым после арабского. Джалаиридский правитель Ахмед Джалаир также является одним из первых азербайджанских поэтов, стоя в одном ряду с Насими, Гасаноглы, Гази Бурханеддином.

## Управление
Управление Джалаиридов было построено по образцу Ильханата, с документами на персидском и монгольском языках. Дипломатическая переписка также напоминала переписку времён Ильханата, в которой использовались квадратные печати красными чернилами с исламскими фразами на арабском языке.

## Султаны Джалаириды
| Титул                                                            | Имя                                                                                    | Период                       |
| ---------------------------------------------------------------- | -------------------------------------------------------------------------------------- | ---------------------------- |
| Тадж-уд-Дин تاج الدین ‎                                           | Тадж ад-Дунийа ва-д-Дин Шейх Бузург Хасан-хан                                          | 1336–1356                    |
| Муизз-уд-дунья ва ад-Дин معز الدنیا والدین ‎ Бахадур хан بهادرخان‎ | Султан Шейх Увейс-хан                                                                  | 1356–1374                    |
| Джалал-уд-Дин جلال الدین ‎                                        | Хасан Джалаирид                                                                        | 1374                         |
| Гияс-уд-Дин غیاث الدین ‎                                          | Джалал ад-Дин Хусейн-хан                                                               | 1374–1382                    |
| Султан سلطان ‎                                                    | Байазид-хан Правитель Ирака персидского в Солтании и претендент на трон                | 1382–1384                    |
| Султан سلطان ‎                                                    | Гийас ад-Дин Султан Ахмед-хан Правитель Ирака арабского в Багдаде и претендент на трон | 1382–1410                    |
| Султан سلطان ‎                                                    | Шах Валад-хан , сын Али сына Касима сына Хасана Бузурга                                | 1410–1411                    |
| Султан سلطان ‎                                                    | Махмуд бин Шах Валад Джалаирид под опекой Танду Хатун                                  | 1411 (1-е царствование)      |
| Султан سلطان ‎                                                    | Увэйс бин Шах Валад Джалаирид                                                          | 1411–1421                    |
| Султан سلطان ‎                                                    | Мухаммад бин Шах Валад Джалаирид                                                       | 1421                         |
| Султан سلطان ‎                                                    | Махмуд бин Шах Валад Джалаирид                                                         | 1421–1425 (2-е царствование) |
| Султан سلطان ‎                                                    | Хусейн бин Али-уд-Даула бин Султан Ахмад Джалаирид                                     | 1425–1432                    |

## Известные представители
- Мухали (1170—1223) из ветви джат — один из ближайших соратников Чингис-хана, го-ван, командующий левым крылом армии.
- Джочи-Дармала — соратник Чингисхана. Его потомок Хасан Бузург стал основателем династии Джалаиридов.
- Бала-нойон — тысячник, отправленный Чингис-ханом преследовать хорезмшаха Джелал ад-Дина. Воевал в Индии.
- Илуке, сын Кадана — воспитатель Угедея.
- Мункасар-нойон из ветви джат — старейший из судей (яргучи) во времена Мунке. Вёл судебный процесс против части чингизидов, недовольной приходом Мунке к власти.

## Популярная литература
- Рыжов К. В. Джалаириды // Все монархи мира. Мусульманский Восток. VII—XV вв. — М. : Вече, 2004. — 544 с. : ил. — (Энциклопедии). — 3000 экз. — ISBN 5-9533-0384-X.